# 東四柳史明
東四柳 史明（ひがしよつやなぎ ふみあき、1948年2月7日 - ）は、日本の歴史学者。金沢学院大学名誉教授。専門は日本中世史、北陸地域史、神社史。

## 経歴
1948年（昭和23年）、石川県に生まれる。1975年（昭和50年）、國學院大學大学院文学研究科日本史学専攻の博士課程を満期退学。同年、石川県教育委員会文化財保護課に勤める。その後、石川県立図書館古文書課での勤務や石川県立中島高等学校教諭を経て、石川県立図書館史料編さん室で『加能史料』の編纂に従事した。1999年（平成11年）、金沢学院大学文学部教授となり、2000年（平成12年）、美術文化学部教授となる。その後、金沢学院大学名誉教授や石川県立図書館史料編さん室長となった。
國學院大學では小川信や米原正義に師事し、その頃より室町時代の能登守護・畠山氏の研究を行ってきた。1970年代から2000年代初めにかけて多数の論文を発表し、能登畠山史研究の水準を戦前の郷土史研究から大きく引き上げたと評される。その研究成果は、後の畠山史研究の基礎になったとされている。

## 主な著作

### 単著
- 『半島国の中世史―能登の政治・社会・文化―』北国出版社、1992年[3]。

### 共編著
- 『羽咋市史 中世・社寺編』共著、羽咋市、1974年[4][5]。
- 『戦国大名系譜人名事典 西国編』共著、新人物往来社、1986年[3][6]。
- 『社寺造営の政治史』山本信吉共編、思文閣出版、2000年[4][7]。
- 『石川県の歴史』共著、山川出版社、2006年[1]。第2版、2013年[8]。
- 『長谷川等伯ふるさと調査事業報告書』共著、北國新聞社、2012年[1]。
- 『地域社会の文化と史料』編著、同成社、2017年[1][9]。

### 論文
- 「畠山義綱考―能登畠山氏末期の領国制―」『国史学』88号、1972年[4][10]。
- 「畠山義総考―戦国中期能登畠山氏の政治的性格―（上）」『北陸史学』30号、1981年[4][11]。
- 「能登畠山氏家督についての再検討」『國學院雜誌』73巻7号、1984年[4][12]。
- 「能登弘治内乱の基礎的考察」『国史学』122号、1984年[4][13]。